# Янішев (Великопольське воєводство)
Янішев (пол. Janiszew) — село в Польщі, у гміні Брудзев Турецького повіту Великопольського воєводства.
Населення — 280 осіб (2011).

## Демографія
Демографічна структура станом на 31 березня 2011 року:
|          | Загалом | Допрацездатний вік | Працездатний вік | Постпрацездатний вік |
| -------- | ------- | ------------------ | ---------------- | -------------------- |
| Чоловіки | 138     | 27                 | 90               | 21                   |
| Жінки    | 142     | 37                 | 72               | 33                   |
| Разом    | 280     | 64                 | 162              | 54                   |